# روبرت كورتيس
روبرت كورتيس (بالإنجليزية: Robert Curtis)‏ هو مدير فني أمريكي، ولد في 18 يونيو 1935.